# Chaetophthalmus fullerae
Chaetophthalmus fullerae là một loài ruồi trong họ Tachinidae.